# Оберфоршнейдер
Оберфоршнейдер (рос. обер-форшнейдер, від нім. Obervorschneider — «старший розрізувач страв, старший кравчий») — придворний чин II и III класів у Російській імперії, запроваджений 30 серпня 1856 року у зв'язку з коронацією імператора Олександра II. Його обов'язки полягали в супроводі страв, які підносилися до монаршого столу (під ескортом двох офіцерів Кавалергардського полку з оголеними палашами), розрізанні м'яса та наповнені тарілок імператорського подружжя.